# Dyskografia Alice in Chains
Dyskografia Alice in Chains – amerykańskiego zespołu muzycznego, składa się z sześciu albumów studyjnych, dwóch koncertowych, pięciu kompilacji, trzech minialbumów, dwudziestu ośmiu singli, czterech albumów wideo, czterdziestu czterech teledysków, dziesięciu soundtracków i siedmiu singli promocyjnych. Szacuje się, że łączny nakład sprzedanych płyt wynosi od 25 do 30 milionów, z czego 15 milionów kopii w Stanach Zjednoczonych.
Zespół powstał jesienią 1987 w Seattle w stanie Waszyngton. Jego założycielami są wokalista i gitarzysta Jerry Cantrell oraz perkusista Sean Kinney. W pierwszym składzie znaleźli się również wokalista Layne Staley i basista Mike Starr. 11 września 1989 grupa podpisała kontrakt z wytwórnią fonograficzną Columbia, a w lipcu 1990 wydała pierwszy minialbum, We Die Young. Miesiąc później opublikowano debiutancki album studyjny Facelift. Uzyskał on certyfikat potrójnej platyny w Stanach Zjednoczonych oraz srebrnej w Wielkiej Brytanii. Pochodzący z niego singel „Man in the Box” osiągnął 18. pozycję w notowaniu Album Rock Tracks „Billboardu”. W lipcu 1991 Facelift awansował i uplasował się na 42. pozycji w zestawieniu Billboard 200. Na początku 1992 zespół wydał utrzymany w stylistyce muzyki akustycznej minialbum Sap, który w Stanach Zjednoczonych pokrył się złotem. 29 września ukazał się – uznawany za opus magnum w dorobku Alice in Chains – drugi album studyjny, Dirt. Uzyskał on certyfikat platyny w Australii, podwójnej platyny w Kanadzie, pięciokrotnej platyny w Stanach Zjednoczonych oraz złotej w Wielkiej Brytanii. W październiku płyta zadebiutowała na 6. miejscu w zestawieniu Billboard 200. W trakcie trasy koncertowej, w styczniu 1993 doszło do zmiany personalnej; Mike’a Starra zastąpił Mike Inez. 25 stycznia 1994 wytwórnia opublikowała trzeci minialbum – Jar of Flies. Był on pierwszym w historii albumem wydanym w formacie EP, który zajął 1. lokatę w zestawieniu Billboard 200. Jar of Flies okazał się – drugim po Dirt – znaczącym sukcesem komercyjnym, uzyskując certyfikat podwójnej platyny w Kanadzie, platyny w Nowej Zelandii, poczwórnej platyny w Stanach Zjednoczonych oraz srebrnej płyty w Wielkiej Brytanii. W listopadzie 1995 został opublikowany trzeci album studyjny Alice in Chains, który zadebiutował na szczycie Billboard 200. Uzyskał on certyfikat złotej w Australii, platyny w Kanadzie, podwójnej platyny w Stanach Zjednoczonych i srebrnej płyty w Wielkiej Brytanii.
W kwietniu 1996 muzycy zagrali akustyczny koncert z cyklu MTV Unplugged, którego zapis ukazał się na albumie Unplugged. Zadebiutował on na 3. pozycji w zestawieniu Billboard 200 oraz uzyskał certyfikat złotej płyty w Australii i w Kanadzie, podwójnej platyny w Stanach Zjednoczonych i srebrnej w Wielkiej Brytanii. 5 kwietnia 2002 zmarł Staley, co doprowadziło do zawieszenia działalności przez zespół na trzy lata. Od 2006 formacja występuje z Williamem DuVallem. 25 kwietnia 2009 zespół podpisał kontrakt z Virgin/EMI, kończąc tym samym 20-letnią współpracę z Columbia. Pod koniec września ukazał się czwarty album studyjny, Black Gives Way to Blue. Zadebiutował on na 5. miejscu w zestawieniu Billboard 200, a także uzyskał certyfikat złotej płyty w Kanadzie i w Stanach Zjednoczonych. 28 maja 2013 muzycy opublikowali nakładem Capitol  piąty album studyjny, The Devil Put Dinosaurs Here, który zadebiutował na 2. lokacie w zestawieniu Billboard 200. 24 sierpnia 2018 muzycy wydali za pośrednictwem BMG szósty album studyjny – Rainier Fog. Uplasował się on na 12. lokacie Billboard 200.

## Albumy studyjne
| 1990                                                    | Facelift - Wydany: 21 sierpnia 1990 - Wytwórnia: Columbia - Format: CD, kaseta, LP              | 42 | –  | –  | 41 | –  | –  | –  | –  | –  | –  | - GBR: 60 000+ - USA: 3 000 000+                                                     | - GBR: srebrna płyta - USA: 3× platynowa płyta                                             |
| 1992                                                    | Dirt - Wydany: 29 września 1992 - Wytwórnia: Columbia - Format: CD, kaseta, LP                  | 6  | 13 | 25 | 25 | 11 | 36 | 17 | 15 | 5  | 11 | - Świat: 5 000 000+ - AUS: 70 000+ - CAN: 100 000+ - GBR: 100 000+ - USA: 5 000 000+ | - AUS: platynowa płyta - CAN: platynowa płyta - GBR: złota płyta - USA: 5× platynowa płyta |
| 1995                                                    | Alice in Chains - Wydany: 7 listopada 1995 - Wytwórnia: Columbia - Format: CD, kaseta, LP       | 1  | 5  | 5  | 93 | 13 | 37 | 75 | 11 | 28 | 11 | - Świat: 3 000 000+ - AUS: 35 000+ - CAN: 100 000+ - GBR: 60 000+ - USA: 2 000 000+  | - AUS: złota płyta - CAN: platynowa płyta - GBR: srebrna płyta - USA: 2× platynowa płyta   |
| 2009                                                    | Black Gives Way to Blue - Wydany: 29 września 2009 - Wytwórnia: Virgin/EMI - Format: CD, LP, DI | 5  | 12 | 4  | 21 | 11 | 19 | 34 | 9  | 7  | 20 | - CAN: 40 000+ - USA: 500 000+                                                       | - CAN: złota płyta - USA: złota płyta                                                      |
| 2013                                                    | The Devil Put Dinosaurs Here - Wydany: 28 maja 2013 - Wytwórnia: Capitol - Format: CD, LP, DI   | 2  | 10 | 2  | 23 | 6  | 22 | 52 | 6  | 12 | 35 | - USA: 120 000+                                                                      |                                                                                            |
| 2018                                                    | Rainier Fog - Wydany: 24 sierpnia 2018 - Wytwórnia: BMG - Format: CD, LP, DI, streaming         | 12 | 15 | 11 | 8  | 7  | 9  | 30 | 20 | 23 | 19 | - USA: 31 000+                                                                       |                                                                                            |
| „–” oznacza, że album nie był notowany na danej liście. |                                                                                                 |    |    |    |    |    |    |    |    |    |    |                                                                                      |                                                                                            |

## Albumy koncertowe
| Rok                                                     | Dane dot. albumu                                                                         | Pozycje na listach przebojów | Pozycje na listach przebojów | Pozycje na listach przebojów | Pozycje na listach przebojów | Pozycje na listach przebojów | Pozycje na listach przebojów | Pozycje na listach przebojów | Pozycje na listach przebojów | Pozycje na listach przebojów | Pozycje na listach przebojów | Pozycje na listach przebojów | Pozycje na listach przebojów | Sprzedaż                                                       | Certyfikat                                                                           |
| Rok                                                     | Dane dot. albumu                                                                         | USA                          | AUS                          | AUT                          | CAN                          | CHE                          | DEU                          | FIN                          | GBR                          | NLD                          | NOR                          | NZL                          | SWE                          | Sprzedaż                                                       | Certyfikat                                                                           |
| ------------------------------------------------------- | ---------------------------------------------------------------------------------------- | ---------------------------- | ---------------------------- | ---------------------------- | ---------------------------- | ---------------------------- | ---------------------------- | ---------------------------- | ---------------------------- | ---------------------------- | ---------------------------- | ---------------------------- | ---------------------------- | -------------------------------------------------------------- | ------------------------------------------------------------------------------------ |
| 1996                                                    | Unplugged - Wydany: 30 lipca 1996 - Wytwórnia: Columbia - Format: CD, kaseta, LP, CD/DVD | 3                            | 12                           | 23                           | 11                           | 41                           | 46                           | 13                           | 20                           | 33                           | 9                            | 8                            | 7                            | - AUS: 35 000+ - CAN: 50 000+ - GBR: 60 000+ - USA: 2 000 000+ | - AUS: złota płyta - CAN: złota płyta - GBR: srebrna płyta - USA: 2× platynowa płyta |
| 2000                                                    | Live - Wydany: 5 grudnia 2000 - Wytwórnia: Columbia - Format: CD                         | 142                          | –                            | –                            | –                            | –                            | –                            | –                            | –                            | –                            | –                            | –                            | –                            | - USA: 114 000+                                                |                                                                                      |
| „–” oznacza, że album nie był notowany na danej liście. |                                                                                          |                              |                              |                              |                              |                              |                              |                              |                              |                              |                              |                              |                              |                                                                |                                                                                      |

## Kompilacje
| 1994                                                    | Jar of Flies/Sap - Wydany: 18 stycznia 1994 - Wytwórnia: Columbia - Format: 2-CD             | –   | 2 | –  | 4 | –  | 8 |                                  |                                             |
| 1999                                                    | Nothing Safe: Best of the Box - Wydany: 29 czerwca 1999 - Wytwórnia: Columbia - Format: CD   | 20  | – | 37 | – | 41 | – | - GBR: 60 000+ - USA: 1 000 000+ | - GBR: srebrna płyta - USA: platynowa płyta |
| 1999                                                    | Music Bank - Wydany: 26 października 1999 - Wytwórnia: Columbia - Format: 3-CD box set       | 123 | – | –  | – | –  | – | - USA: 86 000+                   |                                             |
| 2001                                                    | Greatest Hits - Wydany: 24 lipca 2001 - Wytwórnia: Columbia - Format: CD                     | 112 | – | –  | – | –  | – | - NZL: 7 500+ - USA: 1 000 000+  | - NZL: złota płyta - USA: platynowa płyta   |
| 2006                                                    | The Essential Alice in Chains - Wydany: 5 września 2006 - Wytwórnia: Columbia - Format: 2-CD | 139 | – | –  | – | –  | – | - USA: 500 000+                  | - USA: złota płyta                          |
| „–” oznacza, że album nie był notowany na danej liście. |                                                                                              |     |   |    |   |    |   |                                  |                                             |

## EP
| Rok                                                         | Dane dot. minialbumu                                                                   | Pozycje na listach przebojów | Pozycje na listach przebojów | Pozycje na listach przebojów | Pozycje na listach przebojów | Pozycje na listach przebojów | Pozycje na listach przebojów | Pozycje na listach przebojów | Pozycje na listach przebojów | Pozycje na listach przebojów | Pozycje na listach przebojów | Pozycje na listach przebojów | Pozycje na listach przebojów | Sprzedaż                                                        | Certyfikat                                                                                      |
| Rok                                                         | Dane dot. minialbumu                                                                   | USA                          | AUS                          | AUT                          | CAN                          | CHE                          | DEN                          | DEU                          | FIN                          | NLD                          | NOR                          | NZL                          | SWE                          | Sprzedaż                                                        | Certyfikat                                                                                      |
| ----------------------------------------------------------- | -------------------------------------------------------------------------------------- | ---------------------------- | ---------------------------- | ---------------------------- | ---------------------------- | ---------------------------- | ---------------------------- | ---------------------------- | ---------------------------- | ---------------------------- | ---------------------------- | ---------------------------- | ---------------------------- | --------------------------------------------------------------- | ----------------------------------------------------------------------------------------------- |
| 1990                                                        | We Die Young - Wydany: lipiec 1990 - Wytwórnia: Columbia - Format: CD, kaseta, LP      | –                            | –                            | –                            | –                            | –                            | –                            | –                            | –                            | –                            | –                            | –                            | –                            |                                                                 |                                                                                                 |
| 1992                                                        | Sap - Wydany: 4 lutego 1992 - Wytwórnia: Columbia - Format: CD, kaseta, LP             | 134                          | –                            | –                            | –                            | –                            | 6                            | –                            | –                            | –                            | –                            | –                            | –                            | - USA: 663 000+                                                 | - USA: złota płyta                                                                              |
| 1994                                                        | Jar of Flies - Wydany: 25 stycznia 1994 - Wytwórnia: Columbia - Format: CD, kaseta, LP | 1                            | 2                            | 22                           | 5                            | 31                           | 5                            | 25                           | 3                            | 17                           | 7                            | 1                            | 6                            | - CAN: 200 000+ - GBR: 60 000+ - NZL: 15 000+ - USA: 4 000 000+ | - CAN: 2× platynowa płyta - GBR: srebrna płyta - NZL: platynowa płyta - USA: 4× platynowa płyta |
| „–” oznacza, że minialbum nie był notowany na danej liście. |                                                                                        |                              |                              |                              |                              |                              |                              |                              |                              |                              |                              |                              |                              |                                                                 |                                                                                                 |

## Single
| Rok                                                      | Singel                         | Pozycje na listach przebojów | Pozycje na listach przebojów | Pozycje na listach przebojów | Pozycje na listach przebojów | Pozycje na listach przebojów | Pozycje na listach przebojów | Pozycje na listach przebojów | Pozycje na listach przebojów | Pozycje na listach przebojów | Sprzedaż                                         | Certyfikat                                                               | Album                                                    |
| Rok                                                      | Singel                         | USA                          | USA Alt                      | USA Main                     | AUS                          | CAN                          | FIN                          | GBR                          | IRL                          | NLD                          | Sprzedaż                                         | Certyfikat                                                               | Album                                                    |
| -------------------------------------------------------- | ------------------------------ | ---------------------------- | ---------------------------- | ---------------------------- | ---------------------------- | ---------------------------- | ---------------------------- | ---------------------------- | ---------------------------- | ---------------------------- | ------------------------------------------------ | ------------------------------------------------------------------------ | -------------------------------------------------------- |
| 1990                                                     | „We Die Young”                 | –                            | –                            | –                            | –                            | –                            | –                            | –                            | –                            | –                            |                                                  |                                                                          | We Die Young (EP) / Facelift                             |
| 1991                                                     | „Man in the Box”               | –                            | –                            | 18                           | –                            | –                            | –                            | –                            | –                            | –                            | - GBR: 200 000+ - NZL: 30 000+ - USA: 3 000 000+ | - GBR: srebrna płyta - NZL: platynowa płyta - USA: 3× platynowa płyta    | Facelift                                                 |
| 1991                                                     | „Sea of Sorrow”                | –                            | –                            | 27                           | –                            | –                            | –                            | –                            | –                            | –                            |                                                  |                                                                          | Facelift                                                 |
| 1992                                                     | „Would?”                       | –                            | –                            | 31                           | 69                           | –                            | 17                           | 19                           | –                            | 33                           | - GBR: 200 000+ - NZL: 60 000+ - USA: 2 000 000+ | - GBR: srebrna płyta - NZL: 2× platynowa płyta - USA: 2× platynowa płyta | Singles: Original Motion Picture Soundtrack / Dirt       |
| 1992                                                     | „Them Bones”                   | –                            | 30                           | 24                           | 93                           | –                            | 38                           | 26                           | 22                           | –                            | - NZL: 15 000+ - USA: 1 000 000+                 | - NZL: złota płyta - USA: platynowa płyta                                | Dirt                                                     |
| 1992                                                     | „Angry Chair”                  | –                            | 27                           | 34                           | –                            | –                            | –                            | 33                           | 28                           | –                            |                                                  |                                                                          | Dirt                                                     |
| 1993                                                     | „Rooster”                      | –                            | –                            | 7                            | 121                          | –                            | –                            | –                            | –                            | –                            | - NZL: 30 000+ - USA: 2 000 000+                 | - NZL: platynowa płyta - USA: 2× platynowa płyta                         | Dirt                                                     |
| 1993                                                     | „What the Hell Have I”         | –                            | –                            | 19                           | –                            | –                            | –                            | –                            | –                            | –                            |                                                  |                                                                          | Last Action Hero: Music from the Original Motion Picture |
| 1993                                                     | „Down in a Hole”               | –                            | –                            | 10                           | –                            | –                            | –                            | 36                           | 29                           | –                            | - NZL: 15 000+ - USA: 1 000 000+                 | - NZL: złota płyta - USA: platynowa płyta                                | Dirt                                                     |
| 1994                                                     | „No Excuses”                   | 48                           | 3                            | 1                            | –                            | 17                           | –                            | –                            | –                            | –                            | - NZL: 15 000+ - USA: 500 000+                   | - NZL: złota płyta - USA: złota płyta                                    | Jar of Flies (EP)                                        |
| 1994                                                     | „I Stay Away”                  | –                            | –                            | 10                           | –                            | –                            | –                            | –                            | –                            | –                            | - USA: 500 000+                                  | - USA: złota płyta                                                       | Jar of Flies (EP)                                        |
| 1995                                                     | „Grind”                        | –                            | 18                           | 7                            | 77                           | 53                           | –                            | 23                           | –                            | –                            |                                                  |                                                                          | Alice in Chains                                          |
| 1996                                                     | „Heaven Beside You”            | 52                           | 6                            | 3                            | 60                           | –                            | –                            | 35                           | –                            | –                            | - USA: 500 000+                                  | - USA: złota płyta                                                       | Alice in Chains                                          |
| 1996                                                     | „Again”                        | –                            | 36                           | 8                            | –                            | –                            | –                            | –                            | –                            | –                            |                                                  |                                                                          | Alice in Chains                                          |
| 1996                                                     | „Over Now” (wersja koncertowa) | –                            | 24                           | 4                            | –                            | 50                           | –                            | –                            | –                            | –                            |                                                  |                                                                          | Unplugged                                                |
| 1999                                                     | „Get Born Again”               | 106                          | 12                           | 4                            | –                            | –                            | –                            | –                            | –                            | –                            |                                                  |                                                                          | Nothing Safe: Best of the Box                            |
| 2009                                                     | „A Looking in View”            | –                            | 38                           | 12                           | –                            | –                            | –                            | –                            | –                            | –                            |                                                  |                                                                          | Black Gives Way to Blue                                  |
| 2009                                                     | „Check My Brain”               | 92                           | 1                            | 1                            | –                            | 62                           | –                            | –                            | –                            | –                            |                                                  |                                                                          | Black Gives Way to Blue                                  |
| 2009                                                     | „Your Decision”                | 109                          | 4                            | 1                            | –                            | 57                           | –                            | –                            | –                            | –                            |                                                  |                                                                          | Black Gives Way to Blue                                  |
| 2010                                                     | „Lesson Learned”               | –                            | 25                           | 4                            | –                            | –                            | –                            | –                            | –                            | –                            |                                                  |                                                                          | Black Gives Way to Blue                                  |
| 2012                                                     | „Hollow”                       | –                            | 23                           | 1                            | –                            | –                            | –                            | –                            | –                            | –                            |                                                  |                                                                          | The Devil Put Dinosaurs Here                             |
| 2013                                                     | „Stone”                        | –                            | –                            | 1                            | –                            | –                            | –                            | –                            | –                            | –                            |                                                  |                                                                          | The Devil Put Dinosaurs Here                             |
| 2013                                                     | „Voices”                       | –                            | –                            | 3                            | –                            | –                            | –                            | –                            | –                            | –                            |                                                  |                                                                          | The Devil Put Dinosaurs Here                             |
| 2016                                                     | „Tears”                        | –                            | –                            | –                            | –                            | –                            | –                            | –                            | –                            | –                            |                                                  |                                                                          | 2112–40th                                                |
| 2018                                                     | „The One You Know”             | –                            | –                            | 9                            | –                            | –                            | –                            | –                            | –                            | –                            |                                                  |                                                                          | Rainier Fog                                              |
| 2018                                                     | „So Far Under”                 | –                            | –                            | –                            | –                            | –                            | –                            | –                            | –                            | –                            |                                                  |                                                                          | Rainier Fog                                              |
| 2018                                                     | „Never Fade”                   | –                            | –                            | 10                           | –                            | –                            | –                            | –                            | –                            | –                            |                                                  |                                                                          | Rainier Fog                                              |
| 2019                                                     | „Rainier Fog”                  | –                            | –                            | 20                           | –                            | –                            | –                            | –                            | –                            | –                            |                                                  |                                                                          | Rainier Fog                                              |
| „–” oznacza, że singel nie był notowany na danej liście. |                                |                              |                              |                              |                              |                              |                              |                              |                              |                              |                                                  |                                                                          |                                                          |

### Single promocyjne
| 1991                                                                | „Bleed the Freak” (wersja koncertowa) | –  | –  | –  |              |                   | Facelift                              |
| 1994                                                                | „Got Me Wrong”                        | 22 | 7  | –  |              |                   | Clerks: Music from the Motion Picture |
| 1995                                                                | „Whale & Wasp”                        | –  | –  | –  |              |                   | Jar of Flies (EP)                     |
| 1996                                                                | „Would?” (wersja koncertowa)          | –  | 19 | 21 | - PT: 5 000+ | - PT: złota płyta | Unplugged                             |
| 1996                                                                | „Got Me Wrong” (wersja koncertowa)    | –  | –  | –  |              |                   | Unplugged                             |
| 1999                                                                | „Fear the Voices”                     | –  | 11 | –  |              |                   | Music Bank                            |
| 2000                                                                | „Man in the Box” (wersja koncertowa)  | –  | 39 | –  |              |                   | Live                                  |
| „–” oznacza, że singel promocyjny nie był notowany na danej liście. |                                       |    |    |    |              |                   |                                       |

### Inne notowane utwory
| Rok  | Tytuł          | Pozycja  | Minialbum         |
| Rok  | Tytuł          | USA Main | Minialbum         |
| ---- | -------------- | -------- | ----------------- |
| 1994 | „Don’t Follow” | 25       | Jar of Flies (EP) |

## DVD
| Rok  | Dane dot. albumu                                                                               | Pozycje na listach przebojów | Pozycje na listach przebojów | Sprzedaż       | Certyfikat         |
| Rok  | Dane dot. albumu                                                                               | USA                          | UK                           | Sprzedaż       | Certyfikat         |
| ---- | ---------------------------------------------------------------------------------------------- | ---------------------------- | ---------------------------- | -------------- | ------------------ |
| 1991 | Live Facelift - Wydany: 30 lipca 1991 - Wytwórnia: Columbia - Format: VHS, LP                  | –                            | 11                           | - USA: 50 000+ | - USA: złota płyta |
| 1995 | The Nona Tapes - Wydany: 12 grudnia 1995 - Wytwórnia: Columbia - Format: VHS, DVD              | 18                           | 10                           |                |                    |
| 1996 | Unplugged - Wydany: 24 lipca 1996 - Wytwórnia: Columbia - Format: VHS, DVD                     | 7                            | 18                           | - USA: 50 000+ | - USA: złota płyta |
| 1999 | Music Bank: The Videos - Wydany: 26 października 1999 - Wytwórnia: Columbia - Format: VHS, DVD | 11                           | 33                           | - USA: 50 000+ | - USA: złota płyta |

## Teledyski
| Rok  | Tytuł                                  | Reżyser                             | Źródło  |
| ---- | -------------------------------------- | ----------------------------------- | ------- |
| 1989 | „Killing Yourself” (wersja koncertowa) | Bill Bored                          | [ 84 ]  |
| 1990 | „We Die Young” (pierwsza wersja)       | The Art Institute of Seattle        | [ 85 ]  |
| 1990 | „We Die Young” (druga wersja)          | Rocky Schenck                       | [ 86 ]  |
| 1991 | „Sea of Sorrow” (pierwsza wersja)      | Paul Rachman                        | [ 87 ]  |
| 1991 | „Man in the Box”                       | Paul Rachman                        | [ 88 ]  |
| 1991 | „Bleed the Freak” (wersja koncertowa)  | Josh Taft                           | [ 89 ]  |
| 1991 | „Sea of Sorrow” (druga wersja)         | Martyn Atkins                       | [ 90 ]  |
| 1992 | „Would?”                               | Cameron Crowe Josh Taft             | [ 91 ]  |
| 1992 | „Them Bones”                           | Rocky Schenck                       | [ 92 ]  |
| 1992 | „Angry Chair”                          | Matt Mahurin                        | [ 93 ]  |
| 1993 | „Rooster”                              | Mark Pellington                     | [ 94 ]  |
| 1993 | „What the Hell Have I”                 | Rocky Schenck                       | [ 95 ]  |
| 1993 | „Down in a Hole”                       | Nigel Dick                          | [ 96 ]  |
| 1994 | „No Excuses”                           | Matt Mahurin                        | [ 97 ]  |
| 1994 | „I Stay Away”                          | Nick Donkin                         | [ 98 ]  |
| 1995 | „Grind”                                | Rocky Schenck                       | [ 24 ]  |
| 1996 | „Heaven Beside You”                    | Frank W. Ockenfels III              | [ 99 ]  |
| 1996 | „Over Now” (wersja MTV Unplugged)      | Joe Perota                          | [ 100 ] |
| 1996 | „Again”                                | George Vale                         | [ 101 ] |
| 1999 | „Get Born Again”                       | Paul Fedor                          | [ 102 ] |
| 2009 | „A Looking in View”                    | Stephen Schuster                    | [ 103 ] |
| 2009 | „Check My Brain”                       | Alexandre Courtes                   | [ 104 ] |
| 2009 | „Your Decision”                        | Stephen Schuster                    | [ 105 ] |
| 2010 | „Lesson Learned”                       | Paul Matthaeus                      | [ 106 ] |
| 2010 | „Acid Bubble”                          | Nick Goso                           | [ 107 ] |
| 2013 | „Hollow”                               | Roboshobo                           | [ 108 ] |
| 2013 | „Stone”                                | Roboshobo                           | [ 109 ] |
| 2013 | „Voices”                               | Roboshobo                           | [ 110 ] |
| 2013 | „The Devil Put Dinosaurs Here”         | Travis Hopkins                      | [ 111 ] |
| 2014 | „Phantom Limb”                         | Roboshobo                           | [ 112 ] |
| 2018 | „The One You Know” (pierwsza wersja)   | Adam Mason                          | [ 113 ] |
| 2018 | „Never Fade” (oficjalny teledysk)      | Adam Mason                          | [ 114 ] |
| 2019 | „The One You Know” (wersja druga)      | Adam Mason                          | [ 115 ] |
| 2019 | „Rainier Fog”                          | Adam Mason                          | [ 115 ] |
| 2019 | „Red Giant”                            | Adam Mason                          | [ 116 ] |
| 2019 | „Fly”                                  | Adam Mason                          | [ 117 ] |
| 2019 | „Drone”                                | Adam Mason                          | [ 118 ] |
| 2019 | „Deaf Ears Blind Eyes”                 | Adam Mason                          | [ 119 ] |
| 2019 | „Rainier Fog” (oficjalny teledysk)     | Peter Darley Miller Alice in Chains | [ 120 ] |
| 2019 | „Maybe”                                | Adam Mason                          | [ 121 ] |
| 2019 | „So Far Under”                         | Adam Mason                          | [ 122 ] |
| 2019 | „Never Fade”                           | Adam Mason                          | [ 123 ] |
| 2019 | „All I Am”                             | Adam Mason                          | [ 124 ] |
| 2019 | „Private Hell”                         | Todd Shuss                          | [ 125 ] |

## Soundtracki
| Rok  | Utwór                                     | Soundtrack                                               | Album      | Źródło          |
| ---- | ----------------------------------------- | -------------------------------------------------------- | ---------- | --------------- |
| 1992 | „Would?”, „It Ain’t Like That”            | Singles: Original Motion Picture Soundtrack              | Dirt       | [ 126 ] [ 128 ] |
| 1993 | „What the Hell Have I”, „A Little Bitter” | Last Action Hero: Music from the Original Motion Picture | Music Bank | [ 129 ] [ 130 ] |
| 1994 | „Them Bones”                              | Street Fighter II: The Animated Movie                    | Dirt       | [ 131 ]         |
| 1994 | „Got Me Wrong”                            | Clerks: Music from the Motion Picture                    | Sap (EP)   | [ 78 ] [ 132 ]  |
| 2001 | „Them Bones”                              | ATV Offroad Fury                                         | Dirt       | [ 133 ]         |
| 2004 | „Them Bones”                              | Ujarzmić fale                                            | Dirt       | [ 134 ]         |
| 2007 | „Would?”                                  | Burnout Dominator                                        | Dirt       | [ 135 ]         |
| 2008 | „Would?”                                  | Burnout: Paradise                                        | Dirt       | [ 136 ]         |
| 2009 | „Rooster”                                 | Terminator Salvation: Original Soundtrack                | Dirt       | [ 137 ]         |
| 2009 | „Them Bones”                              | Madden NFL 10                                            | Dirt       | [ 138 ]         |